# Impianto epiretinale
Gli impianti epiretinali, che hanno cominciato ad essere ideati e realizzati nei primi anni novanta, sono una delle due principali tipologie di protesi retiniche artificiali (l'altra è costituita dagli impianti subretinali) che si stanno sviluppando e testando per ripristinare la vista in pazienti affetti da cecità congenita o acquisita, dovuta a degenerazione dei fotorecettori della retina (coni e/o bastoncelli).

## Principio di funzionamento
L'impianto epiretinale è costituito da un dispositivo che attraverso un'operazione di microchirurgia viene impiantato sullo strato più interno della retina, che contiene le cellule gangliari. Il dispositivo non presenta aree fotosensibili; esso riceve l'immagine dell'ambiente esterno, trasdotta in segnali elettrici, attraverso una telecamera e un'unità di processamento dati (cioè un piccolo computer), poste esternamente al corpo. Dei piccoli elettrodi, posti sul dispositivo impiantato, stimolano poi direttamente gli assoni delle cellule gangliari interne, che formano il nervo ottico. Da qui in avanti l'informazione procede verso le cortecce visive attraverso le normali vie di trasmissione nervosa, quindi le strutture neurali a valle della retina devono risultare intatte e funzionanti nel paziente affinché questo tipo di protesi possa essere efficace.

## Pregi della protesi
Il principale pregio degli impianti epiretinali è che essi si sono dimostrati efficaci per il trattamento di alcuni pazienti durante la fase di sperimentazione clinica.
Altri importanti pregi degli impianti epiretinali sono l'applicabilità degli stessi anche in condizioni ottiche sfavorevoli e la possibilità di regolare opportunamente in base al paziente la carica elettrica iniettata attraverso i microelettrodi.

## Difetti della protesi
I principali rischi legati all'utilizzo degli impianti epiretinali derivano dal fatto che fissare l'impianto è difficoltoso e non ne è stata dimostrata la stabilità a lungo termine. C'è inoltre pericolo di reazioni di proliferazione vitreo-retinica.
Un altro notevole svantaggio dell'impianto epiretinale è costituito dalla necessità di avere una telecamera e un'unità di processamento dati (cioè un piccolo computer) esterne al corpo.
Infine gli alti costi del dispositivo lo rendono attualmente non facilmente accessibile ad un vasto pubblico.

## Principali tipi di impianti epiretinali
Esistono tre principali tipologie di impianti epiretinali, ad oggi realizzate:
1. Boston Retinal Implant Project, nato dalla collaborazione tra il Dottor Joseph Rizzo e il Dottor John Wyatt e attualmente entrato in fase di sperimentazione clinica;
2. Protesi MARC, realizzata da un gruppo di ricercatori guidati dal Dottor Wentai Liu e dal Dottor Mark S. Humayun (Il gruppo che ha realizzato questa protesi ha ottenuto buoni risultati, ma poi si è sciolto. Non sono attualmente previste nuove fasi di sviluppo e sperimentazione; tuttavia i traguardi raggiunti da questo progetto sono serviti come base per la realizzazione della protesi Argus.);
3. Protesi ARGUS, realizzata da un gruppo di ricercatori guidati dal Dottor Mark S. Humayun e dal Dottor Eugene de Juan per conto della compagnia privata Second Sight e impiantata con successo in alcuni pazienti non vedenti; attualmente sta continuando la sperimentazione clinica.